# RFCB Sprimont
Royal Football Comblain Banneux Sprimont is een Belgische voetbalclub uit Sprimont. De club is bij de KBVB aangesloten met stamnummer 260 en heeft geel-blauw-rood als clubkleuren.

## Geschiedenis
De club werd opgericht als Sprimont Sportive en sloot bij de UBSSA aan in 1919. Sprimont Sportive bleef in de provinciale reeksen hangen. In 1953 neemt de club de naam Royal Sprimont Sports aan. Tegen het eind van de jaren zestig was de club weggezakt tot in het allerlaagste provinciaal niveau, Vierde Provinciale. Ook daar bleef de club enkele decennia hangen.
Halverwege de jaren negentig begon de club aan een steile opmars. In enkele seizoenen tijd klom men terug op tot op het hoogste provinciaal niveau in 1995. In 1997 kon de club zelfs daar opnieuw promoveren. Voor het eerst in zijn geschiedenis stootte de club door naar de nationale reeksen, naar de Vierde Klasse. De club dwong er meteen een plaats in de eindronde af, beëindigde die succesvol en stootte zo in 1998 na amper één seizoen zelfs door naar Derde Klasse.
Sprimont kon er zich handhaven, zakte in 2001 even terug, maar nam na één seizoen zijn plaats in Derde weer in. In 2002 ging men de fusie aan met Royal Comblain Sport (stamnummer 1248). De fusieclub ging Royal Sprimont Comblain Sport heten, en speelde met stamnummer 260 van Sprimont verder in Derde Klasse. Stamnummer 1248 van Comblain verdween.
Sprimont Comblain Sport bleef nog enkele seizoenen in Derde Klasse, tot men in 2008 weer degradeerde naar Vierde Klasse.
In 2018 is de club samengegaan met Banneux FC (stamnummer 1060) en ging verder onder de naam Royal Football Comblain Banneux Sprimont. Het stamnummer van Banneux kwam te vervallen.

## Resultaten
| Seizoen                                      | Klasse | Klasse | Klasse | Klasse | Klasse | Klasse | Reeks                                                    | Punten                                                   | Opmerkingen                                                      |
|                                              | I      | I      | II     | III    | IV     | P.I    |                                                          |                                                          |                                                                  |
| -------------------------------------------- | ------ | ------ | ------ | ------ | ------ | ------ | -------------------------------------------------------- | -------------------------------------------------------- | ---------------------------------------------------------------- |
| 2000/01                                      |        |        |        | 16     |        |        | Derde klasse B                                           | 17                                                       |                                                                  |
| 2001/02                                      |        |        |        |        | 3      |        | Vierde klasse D                                          | 60                                                       |                                                                  |
| 2002/03                                      |        |        |        | 12     |        |        | Derde klasse B                                           | 27                                                       |                                                                  |
| 2003/04                                      |        |        |        | 13     |        |        | Derde klasse B                                           | 34                                                       |                                                                  |
| 2004/05                                      |        |        |        | 4      |        |        | Derde klasse B                                           | 49                                                       | Verlies in eindronde voor promotie tegen CS Visé                 |
| 2005/06                                      |        |        |        | 8      |        |        | Derde klasse B                                           | 40                                                       |                                                                  |
| 2006/07                                      |        |        |        | 3      |        |        | Derde klasse B                                           | 50                                                       | Verlies in eindronde voor promotie tegen Verbroedering Geel      |
| 2007/08                                      |        |        |        | 15     |        |        | Derde klasse B                                           | 18                                                       |                                                                  |
| 2008/09                                      |        |        |        |        | 2      |        | Vierde klasse D                                          | 61                                                       | Verlies in eindronde voor promotie tegen KESK Leopoldsburg       |
| 2009/10                                      |        |        |        |        | 9      |        | Vierde klasse D                                          | 40                                                       |                                                                  |
| 2010/11                                      |        |        |        |        | 3      |        | Vierde klasse D                                          | 53                                                       | Verlies in eindronde voor promotie tegen Royal Mouscron-Péruwelz |
| 2011/12                                      |        |        |        |        | 8      |        | Vierde klasse D                                          | 37                                                       |                                                                  |
| 2012/13                                      |        |        |        |        | 1      |        | Vierde klasse D                                          | 69                                                       |                                                                  |
| 2013/14                                      |        |        |        | 10     |        |        | Derde klasse B                                           | 44                                                       |                                                                  |
| 2014/15                                      |        |        |        | 2      |        |        | Derde klasse B                                           | 68                                                       |                                                                  |
| 2015/16                                      |        |        |        | 6      |        |        | Derde klasse B                                           | 56                                                       | Promotie via eindronde                                           |
|                                              | 1A     | 1B     | 1Am    | 2Am    | 3Am    | P.I    | Vanaf 2016-17 zijn er 3 nationale en 2 regionale niveaus | Vanaf 2016-17 zijn er 3 nationale en 2 regionale niveaus | Vanaf 2016-17 zijn er 3 nationale en 2 regionale niveaus         |
| 2016/17                                      |        |        | 16     |        |        |        | Eerste klasse Am.                                        | 19                                                       |                                                                  |
| 2017/18                                      |        |        |        | 14     |        |        | Tweede klasse Am.                                        | 18                                                       |                                                                  |
| Als Royal Football Comblain Banneux Sprimont |        |        |        |        |        |        |                                                          |                                                          |                                                                  |
| 2018/19                                      |        |        |        |        | 9      |        | Derde klasse Am.                                         | 42                                                       |                                                                  |
| 2019/20                                      |        |        |        |        | 10     |        | Derde klasse Am.                                         | 32                                                       | Competitie vroegtijdig stopgezet wegens Covid-19                 |
| 2020/21                                      |        |        |        |        | -      |        | Derde afdeling ACFF B                                    | -                                                        | Geen competitie door Covid-19                                    |
| 2021/22                                      |        |        |        |        | 5      |        | Derde afdeling ACFF B                                    | 50                                                       | Verlies in de eindronde van RUS Binche                           |
| 2022/23                                      |        |        |        |        | 7      |        | Derde afdeling ACFF B                                    | 46                                                       |                                                                  |
| 2023/24                                      |        |        |        |        | 7      |        | Derde afdeling ACFF B                                    | 46                                                       |                                                                  |
| 2024/25                                      |        |        |        |        | 3      |        | Derde afdeling ACFF B                                    | 53                                                       |                                                                  |
| 2025/26                                      |        |        |        |        |        |        | Derde afdeling ACCF B                                    |                                                          |                                                                  |

## Bekende (ex-)spelers en (ex-)trainers
- Christophe Grégoire
- Dorge Kouemaha
- Philippe Léonard
- Eric Matoukou